# Giubega
Giubega è un comune della Romania di 2311 abitanti, ubicato nel distretto di Dolj, nella regione storica dell'Oltenia.